# Cop d'estat del 18 de juliol
El cop d'estat del 18 de juliol de 1936 fou una revolta militar dirigida contra el govern de la Segona República el fracàs general del qual va conduir a la Guerra Civil espanyola i, derrotada la República, a l'establiment de la dictadura franquista, que va mantenir-se en el poder a Espanya fins a 1975.

## Antecedents
En les eleccions generals del 16 de febrer de 1936 es va manifestar la polarització de la vida política, que va començar amb el fracàs de la Revolució de 1934 i la consegüent repressió. L'esquerra es va presentar unida en una coalició anomenada Front Popular que abastava des de la Unió Republicana de Diego Martínez Barri fins al PCE, passant pel PSOE, ERC i la IR de Manuel Azaña. Al davant, la major part dels partits de dreta es van agrupar en el Front Nacional contrarevolucionari (CEDA, Renovación Española, Comunió Tradicionalista carlina, Lliga Catalana, etc.), de el qual, però, no van formar part ni la Falange ni el PNB. El Front Popular va aconseguir la majoria absoluta dels escons, si bé els partits de dretes van protestar per la manipulació del resultat de les eleccions al·legant l'assignació d'escons de forma fraudulenta mitjançant coacció, violència i falsedat documental.
A partir d'aquest moment es va desencadenar una onada reivindicativa amb nombroses vagues i alguns incendis i destruccions. Aviat van entrar en acció grups paramilitars falangistes als quals es van enfrontar els grups paramilitars organitzats per l'esquerra obrera. Els esdeveniments dels cinc mesos de Govern en pau de Front Popular, de febrer a juliol de 1936, varen ser utilitzats després per els guanyadors de la guerra civil espanyola com a justificació del seu alçament. Avui en dia el debat segueix obert, encara que la majoria dels historiadors creuen que no poden parlar d'una «primavera tràgica» on el Govern de Front Popular hagués perdut el control de la situació, tot i així és cert que l'agitació social i laboral en el camp i la ciutat foren constants i l'augment de la violència explícita per causes polítiques, alimentada per accions de l'esquerra i la dreta, va ser també innegable. Però la conclusió de la majoria dels historiadors és clara: «la desestabilització política real a la primavera de 1936 no explica de cap manera la revolta militar [de juliol de 1936] i menys encara la justifica» i «la política i la societat espanyoles mostraven signes inequívocs de crisi, la qual cosa no vol dir necessàriament que l'única sortida fora una guerra civil».

## El cop d'estat
El Movimiento s'inicia al Marroc espanyol el dia 17 de juliol de 1936. En la revolta van col·laborar alguns diputats de la CEDA, com Ramón Serrano Suñer o el conde de Mayalde, i, tot i que Gil Robles, el seu principal dirigent, no va ser consultat pels dirigents de la revolta, hi va prestar ajut econòmic amb els fons del partit. En cap moment els conspiradors van pensar en la possibilitat d'una guerra civil: es preveia una actuació molt violenta i decidida per aconseguir ràpidament el triomf a Madrid, capital de la República, i l'establiment d'un règim dictatorial militar que ni calia que fos permanent ni havia de conduir inevitablement a una monarquia.
El pronunciament militar imaginat per Mola, exiliat a Portugal, havia fracassat car l'exèrcit no va adoptar una actitud unànime a favor seu. Tanmateix els generals revoltats van desenvolupar un paper més decisiu que els partidaris del govern republicà i l'oficialitat jove va figurar al bàndol revoltat en la seva immensa majoria; fets que expliquen una major eficàcia bèl·lica a la fase inicial de la guerra civil. Allò que havia de ser un cop d'estat militar per enderrocar el govern es va convertir en una guerra oberta que va dividir l'Estat en dues meitats. S'iniciava una guerra de classe burgesa contra classe obrera, una guerra religiosa (en contra d'una Església que havia donat suport als sectors més benestants de la societat), una guerra militar (una part de l'exèrcit ha traït la voluntat popular expressada a les urnes) i una guerra civil i fratricida entre diverses faccions ideològiques.
Els primers passos del complot militar ja s'havien donat en temps del bienni dretà. No obstant això, el cop va estar mal plantejat i, sobretot, va comptar amb la resistència popular. Els partits d'esquerra i, principalment, els sindicats, amb l'ajut de la Guàrdia d'Assalt i alguns sectors de la Guàrdia Civil i de l'exèrcit que restaren fidels a la Segona República Espanyola, van organitzar els seus homes en milícies populars que derrotaren l'alçament militar a Madrid i a Barcelona.

## Conseqüències
Els insurrectes van fer convergir les forces de l'exèrcit que els eren lleials (una àmplia majoria) des de les zones en què havien triomfat (bàsicament Navarra, nord de Castella, Galícia i nord d'Àfrica) cap a les regions dominades per les forces lleials a la República. Això va fer que el cop d'estat es transformés en guerra civil.
En el bàndol republicà, el motí militar va desfermar una autèntica revolució social. En algunes regions el control pertanyia als anarquistes, que es van aplicar a col·lectivitzar la terra. En altres, van triomfar els socialistes i els comunistes, i al País Basc, el Partit Nacionalista Basc va ser qui va controlar la situació i va organitzar unilateralment un govern autònom que de fet, i per la situació del front, era independent de Madrid.
A Catalunya es va produir la col·lectivització general de la indústria amb el suport de la Generalitat, que es mantenia encara com a poder legal, tot i que mediatitzada pel Comitè de Milícies Antifeixistes de Catalunya. Sectors de la burgesia catalana que van poder escapar van instal·lar-se a França o bé en el territori controlat pels franquistes. Alguns antics dirigents de la Lliga Regionalista van col·laborar obertament amb el general Franco, amb la renúncia a qualsevol plantejament catalanista. Altres, com ara Francesc Cambó i Batlle, li van donar suport econòmic. Catalunya també es va convertir en una entitat pràcticament sobirana, encara que van ser els anarquistes els que van organitzar la col·lectivització de les empreses i els serveis públics. En realitat, el Comitè Central de Milícies Antifeixistes, a les mans de la CNT-FAI, tenia més poder executiu que el govern de la Generalitat.
La pel·lícula Els perdedors recull alguns dels fets històrics relacionats amb l'aixecament contra l'Espanya Republicana.